# Mellajärvi
Mellajärvi är en sjö i Finland. Den ligger i kommunen Övertorneå i landskapet Lappland, i den norra delen av landet, 700 km norr om huvudstaden Helsingfors. Mellajärvi ligger 148,4 meter över havet. Den är 7 meter djup. Arean är 1,41 kvadratkilometer och strandlinjen är 7,19 kilometer lång. Sjön  ingår i Torne älvs huvudavrinningsområde. 